# Z Nation
Z Nation – amerykański serial telewizyjny z gatunku horroru, wyprodukowany przez The Asylum. Pomysłodawcą serialu jest Karl Schaefer.
22 grudnia 2018 roku, stacja SyFy ogłosiła zakończenie produkcji serialu po pięciu sezonach.

## Fabuła
Fabuła serialu rozpoczyna się trzy lata po tym jak nieznany wirus wywołał na świecie epidemię zombie. Jedynym ratunkiem dla ludzkości jest więzień, który został zaszczepiony eksperymentalną szczepionką. Grupa bohaterów podejmuje się misji dostarczenia tego człowieka z Nowego Jorku do Kalifornii. Ostatnie działające laboratorium medyczne czeka na jego krew aby z niej wyprodukować szczepionkę.

## Obsada
- Harold Perrineau jako Mark Hammond[2]
- Tom Everett Scott jako Charles Garnet[2]
- DJ Qualls jako Citizen Z[2]
- Michael Welch jako Mack Thompson[2]
- Kellita Smith jako Roberta Warren[2]
- Anastasia Baranova jako Addy Carver
- Russell Hodgkinson jako Doc
- Keith Allan jako Murphy
- Pisay Pao jako Cassandra
- Nat Zang jako Tommy 10K

## Odcinki
| Sezon | Sezon | Odcinki | Oryginalna emisja   | Oryginalna emisja | Oryginalna emisja | Oryginalna emisja    | Oryginalna emisja |
| Sezon | Sezon | Odcinki | Premiera sezonu     | Finał sezonu      | Premiera sezonu   | Finał sezonu         |                   |
| ----- | ----- | ------- | ------------------- | ----------------- | ----------------- | -------------------- | ----------------- |
|       | 1     | 13      | 12 września 2014    | 5 grudnia 2014    | 1 marca 2015      | 12 kwietnia 2015     |                   |
|       | 2     | 15      | 11 września 2015    | 18 grudnia 2015   | 2 maja 2017       | 19 października 2017 |                   |
|       | 3     | 15      | 16 września 2016    | 16 grudnia 2016   | —                 | —                    |                   |
|       | 4     | 13      | 29 września 2017    | 22 grudnia 2017   | —                 | —                    |                   |
|       | 5     | 13      | 5 października 2018 | 28 grudnia 2018   | —                 | —                    |                   |

## Produkcja
Serial emitowany jest od 12 września 2014 roku przez stację SyFy. W Polsce serial jest emitowany od 1 marca 2015 roku.
21 października 2014 roku stacja SyFy zamówiła 2. sezon serialu. 6 listopada 2015 trzeci, 30 listopada 2016 czwarty sezon, a 17 grudnia 2017 piąty.